# Івонна Лоріо
Івонна Лоріо (фр. Yvonne Loriod; 20 січня 1924, Уй, департамент Івлін — 17 травня 2010, Сен-Дені) — французька піаністка, музична педагогиня та композиторка.

## Життєпис
Івонна Лоріо народилася в 1924 році і почала грати вже у шість років, з раннього дитинства проявивши музичні здібності. До 14 років в її репертуарі були всі твори Шопена, 32 фортепіанних сонати Бетховена, всі концерти для фортепіано з оркестром Моцарта і «Добре темперований клавір» Баха. Незабаром після закінчення Вищої національної консерваторії музики і танцю в Парижі вона почала викладати і виступати з концертами. 
У 25 років Лоріо стала викладачкою Паризької консерваторії, тоді ж до неї прийшло визнання як до виконавиці. В кінці 1940-х почала активно гастролювати Європою. Однією з особливостей Лоріо було те, що вона багато уваги приділяла сучасним композиторам, яких практично не грали інші піаністи того часу. 
З часом репутація Лоріо як виконавиці сучасної музики тільки закріпилася. Вона досі вважається однією з найцікавіших і впливових інтерпретаторів таких композиторів, як П'єр Булез, Арнольд Шенберг і Андре Жоліве.
Крім того, Лоріо вважається найкращою з виконавців творів Олів'є Мессіана, музою і дружиною якого вона була. Познайомилися ще в консерваторії, він був одним з викладачів Лоріо. Одружилися, однак, лише в 1961 році, незабаром після смерті першої дружини композитора. 
Івонна Лоріо також займалася написанням музики. Одним з найважливіших її досягнень можна назвати часткову оркестровку останнього твору Мессіана — «чотиричастинного концерту» (Concert а quatre).
Івонна Лоріо в останні дні впала в діабетичну кому і померла в будинку для літніх людей в Сен-Дені у віці 86 років.